# Friedrich Samwer
Friedrich Samwer (* 22. Mai 1892 in Gotha; † 30. April 1953 in Tübingen) war ein preußischer Offizier sowie Oberforstmeister in Magdeburg.

## Familie
Friedrich wurde als Sohn des Stadtverordneten und Generaldirektors der Gothaer  Lebensversicherungsbank auf Gegenseitigkeit Karl August Friedrich Samwer geboren. Am 21. Januar 1928 heiratete er Vera, geborene von Menges. Der Politiker Adolf Franz Samwer war sein Bruder, Sigmar-Jürgen Samwer ist sein Sohn und die drei Samwer-Brüder seine Enkel.

## Leben
Samwer studierte Rechtswissenschaften an der Université de Lausanne und Forstwissenschaften an der Königlich Preußischen Forstakademie Hannoversch Münden und der Forstakademie Eberswalde. Während seines Studiums in Lausanne wurde er Mitglied der Société d’Étudiants Germania Lausanne und während seines Studiums in Hann. Münden 1914 Mitglied der Andree’schen Tischgesellschaft (später Corps Saxonia). Später gehörte Samwer 1919 als Offizier des Reitenden Feldjägerkorps (Mitglied seit 1915) außerdem zu den Gründungsmitgliedern der „Akademischen Feldjägergesellschaft“ in Eberswalde, einem Zusammenschluss von Forstleuten, die an der Forstakademie Eberswalde ihre Ausbildung erhalten hatten und die Traditionen des 1919 aufgelösten reitenden Feldjägerkorps weiterführten.
1912 wurde er zum Militärdienst eingezogen und dort zunächst im Jäger-Bataillon „Graf Yorck von Wartenburg“ (Ostpreußisches) Nr. 1 in Ortelsburg verwendet. 1914 wurde er Vizefeldwebel, dann Leutnant der Reserve des Bataillons. 1915 wurde er Leutnant und Feldjäger im Reitenden Feldjägerkorps, einer Eliteeinheit der Kavallerie der preußischen Armee, welche sich aus Forstleuten rekrutierte und für Kurier- und Aufklärungsdienste aufgestellt war.
Später war er Adjutant seines Stammbataillons sowie 1916 Leutnant und Feldjäger im Großen Hauptquartier West. 1918 wurde er abkommandiert zur Operationsabteilung der Obersten Heeresleitung als Vertreter des erkrankten persönlichen Adjutanten des Ersten Generalquartiermeisters, dann persönlicher Adjutant des Chefs der Operationsabteilung. Ab 1919 wurde als Kurier im Auftrag des Auswärtigen Amtes in die nordischen Länder und im Auftrag der Obersten Heeresleitung zur Waffenstillstandskommission in Spa eingesetzt. 1920 wurde er als Oberleutnant aus dem Militärdienst verabschiedet.
1922 absolvierte Samwer die forstwirtschaftliche Staatsprüfung und wurde als Forstassessor bei der Regierung in Königsberg beschäftigt. 1924 wurde er zum preußischen Staatsoberförster befördert. 1934 erfolgte seine Beförderung zum Forstmeister in Neu-Sternberg in der Provinz Ostpreußen. Später wurde er zum Oberforstmeister in Magdeburg ernannt.

## Abstammung
|  |                                                                     |  |  |  |  |  |  |  |  |  |  |  |  |  |  |  |
|  | Karl Friedrich Lucian Samwer (1819–1882) Jurist, Staatsrechtslehrer |  |  |  |  |  |  |  |  |  |  |  |  |  |  |  |
|  |                                                                     |  |  |  |  |  |  |  |  |  |  |  |  |  |  |  |
|  |                                                                     |  |  |  |  |  |  |  |  |  |  |  |  |  |  |  |
|  | Karl August Friedrich Samwer (1861–1946) Jurist                     |  |  |  |  |  |  |  |  |  |  |  |  |  |  |  |
|  |                                                                     |  |  |  |  |  |  |  |  |  |  |  |  |  |  |  |
|  |                                                                     |  |  |  |  |  |  |  |  |  |  |  |  |  |  |  |
|  | Friedrich Samwer (1892–1953) Offizier und Oberforstmeister          |  |  |  |  |  |  |  |  |  |  |  |  |  |  |  |
|  |                                                                     |  |  |  |  |  |  |  |  |  |  |  |  |  |  |  |
|  |                                                                     |  |  |  |  |  |  |  |  |  |  |  |  |  |  |  |

## Auszeichnungen
- Eisernes Kreuz (1914) II. und I. Klasse
- Ritterkreuz II. Klasse des Herzoglich Sachsen-Ernestinischen Hausordens
- Ritterkreuz mit Krone des Bulgarischen Militärverdienstordens
- Ritterkreuz II. Klasse des Albrechts-Ordens
- Österreichisches Militärverdienstkreuz III. Klasse